# Alexander Bernhuber

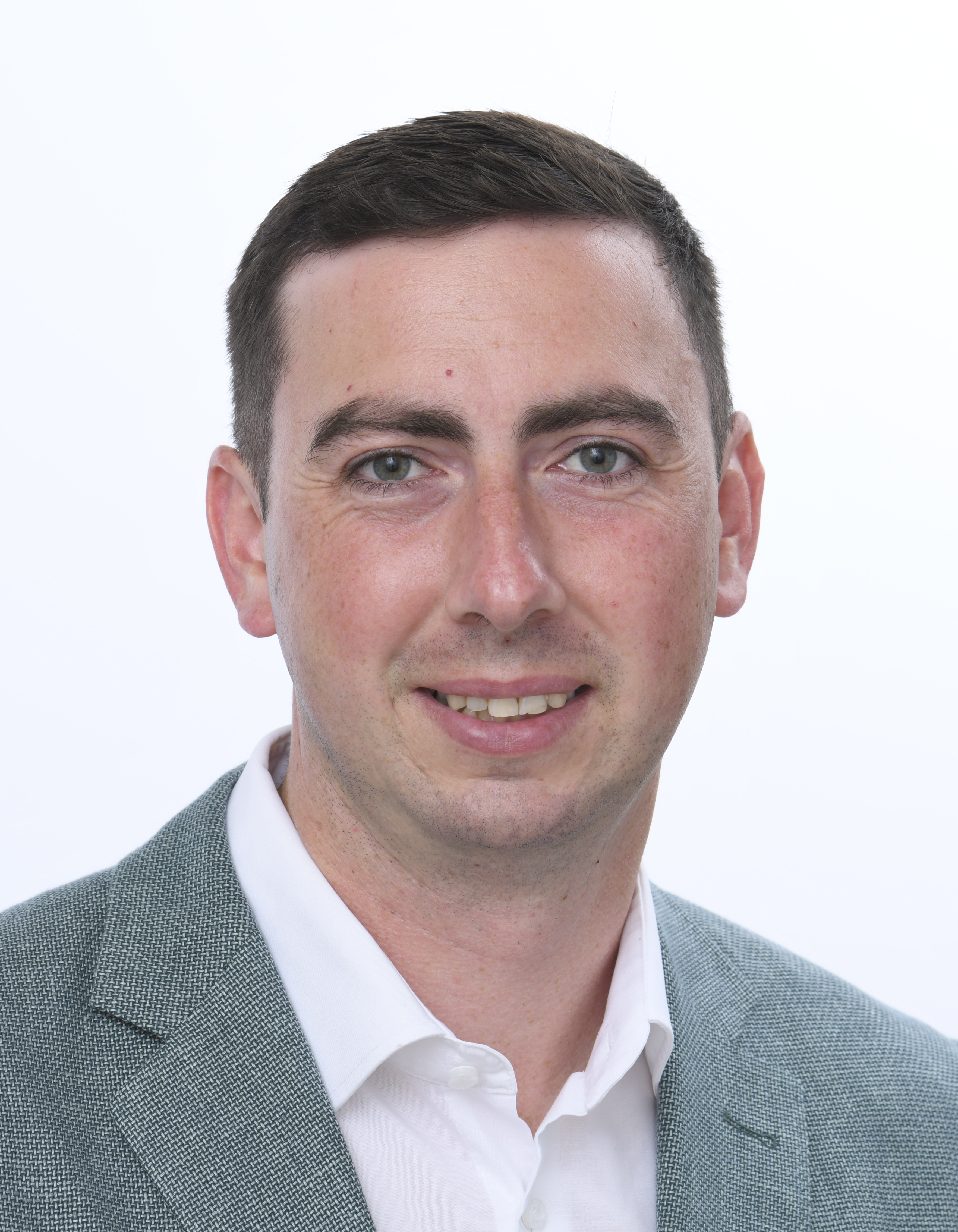
Alexander Bernhuber (2024)

Alexander Bernhuber (* 18. Mai 1992 in St. Pölten) ist ein österreichischer Landwirt und ÖVP-Politiker. Mit über 30.000 Vorzugsstimmen schaffte er im Mai 2019 den Einzug ins Europäische Parlament, wo er der EVP-Fraktion angehört. Bei der Europawahl 2024 kandidierte er auf Platz drei der ÖVP-Liste und wurde mit 44.641 Vorzugsstimmen erneut in das Europäische Parlament gewählt. Dabei überschritt Bernhuber die für eine Vorrückung erforderliche Fünf-Prozent-Marke der auf die Partei entfallenden Vorzugsstimmen und rückte damit auf Platz 2 der ÖVP-Liste vor. Er ist Agrar- und Umweltsprecher der ÖVP-Delegation im EU-Parlament.

## Leben
Bernhuber besuchte das Francisco Josephinum in Wieselburg und studierte anschließend bis Juni 2018 an der Universität für Bodenkultur Wien Nutzpflanzenwissenschaften. Seine Diplomarbeit verfasste er zum Thema Analyse pflanzenbaulicher Parameter von Winterleguminosen (Ackerbohne und Erbse) im Vergleich zu Sommerleguminosen im pannonischen Klimaraum. Bernhuber bewirtschaftet einen Bauernhof mit Ackerbau und Mastrindern in Niederösterreich.
Seit März 2015 ist er als Gemeinderat in seiner Heimatgemeinde Kilb vertreten. Seit 2016 ist er Delegierter für den Rat der Europäischen Junglandwirte, im Juni 2018 wurde er zusätzlich stellvertretender Vorsitzender des niederösterreichischen Jugendrats. Er engagierte sich auch eineinhalb Jahre bei der Landjugend Österreich, bis März 2019 als Bundesleiter. Neben seiner Tätigkeit als Landwirt arbeitete er als agrarpolitischer Referent im Niederösterreichischen Bauernbund bis Juli 2019.

### Europäisches Parlament
im Jänner 2019 wurde seine Kandidatur für das Europäische Parlament bekanntgegeben. Bei der Europawahl in Österreich 2019 kandidierte er auf dem elften Platz der ÖVP-Liste. Aufgrund des von der ÖVP geführten Vorzugsstimmenwahlkampfes und der von ihm erreichten 30.338 Vorzugsstimmen wurde er auf den siebten Platz vorgereiht und erlangte so ein Mandat für das Europäische Parlament.
Mit der konstituierenden Sitzung des 9. Europäischen Parlamentes am 2. Juli 2019 zog er als Abgeordneter ins Europäische Parlament ein.
Im Februar 2024 wurde Alexander Bernhubers Kandidatur für die EU-Wahl 2024 auf Platz 3 der ÖVP-Liste und als Spitzenkandidat des Österreichischen Bauernbundes, und der Jungen Volkspartei bekanntgegeben. Alexander Bernhuber erreichte bei der EU-Wahl 2024 44.641 Vorzugstimmen und zog erneut in das Europäische Parlament für die Periode 2024–2029 ein.

#### Ausschüsse
In der 9. Wahlperiode (2019–2024) war Alexander Bernhuber volles Mitglied im Ausschuss für Umweltfragen, öffentliche Gesundheit und Lebensmittelsicherheit und im Petitionsausschuss sowie stellvertretendes Mitglied im Ausschuss für Landwirtschaft und ländliche Entwicklung. Er setzt in der 10. Legislaturperiode (2024–2029) seine Arbeit in denselben Ausschüssen fort.
Positionen und Themen
Schwerpunkte in der Arbeit von Bernhuber bilden Landwirtschafts- und Umweltthemen. Neben der ökosozialen Marktwirtschaft, sind Technologieneutralität und Innovation Kernprinzipien seiner Agenda.
Als Agrar-Experte war Bernhuber unter anderem Chefverhandler der Europäischen Volkspartei für die umstrittene und schließlich gestoppte EU-Pflanzenschutzverordnung (SUR).
Des Weiteren war er Schattenberichterstatter für die EU-Biodiversitätsstrategie für 2030.
2023 wurde er zum Berichterstatter für die sogenannten „Frühstücksrichtlinien“ nominiert, mit der neue strenge Regeln für die Herkunftskennzeichnung von Honig, Marmeladen und Fruchtsäften beschlossen wurden. Als Chefverhandler setzte er darin unter anderem höhere Qualitätsstandards für Honig durch sowie die genaue Pflichtangabe aller Herkunftsländer mit entsprechenden Prozentsätzen.
Bernhuber ist auch bekannt als Verfechter einer Anpassung des Schutzstatus von Wölfen zur Eindämmung der Wolfsproblematik.  Im Jahr 2025 wurde eine Herabstufung des Schutzstatus umgesetzt, an deren Zustandekommen er mitwirkte.
Nach der Europawahl 2024 wurde er für die Fraktion der Europäischen Volkspartei (EVP) als Schattenberichterstatter für das Gesetz über Waldmonitoring benannt. Darüber hinaus führt er die Verhandlungen im EU-Parlament als Berichterstatter für den Umweltausschuss zu dem Initiativbericht „über die schnellere Registrierung und Einführung von biologischen Bekämpfungsmitteln“. Im Juni 2025 legte Bernhuber im Rahmen des Länderbenchmarkings der EU-Entwaldungsverordnung einen Einspruch im Europäischen Parlament ein, der von der Mehrheit angenommen wurde.
Auszeichnungen
Laut MEP Influence Index 2024 ist Bernhuber im Agrarbereich einer der 13 einflussreichsten EU-Abgeordneten EU-weit, Top 3 innerhalb der EVP und der einflussreichste EU-Agrarpolitiker aus Österreich.